# Вільник Марія Миколаївна
Марія Миколаївна Вільник (нар. 18 червня 1937, село Керменчук, тепер село Гаврилівка Друга Каланчацького району Херсонської області) — українська радянська діячка, трактористка радгоспу «Шлях до комунізму» Каланчацького району Херсонської області. Депутат Верховної Ради УРСР 9—10-го скликань.

## Біографія
Освіта неповна середня.
У 1954—1957 роках — доярка колгоспу села Макарівка Каланчацького району Херсонської області.
У 1957—1963 роках — доярка племвівцезаводу «Червоний чабан» Каланчацького району Херсонської області.
З 1963 року — доярка, робітниця, з 1968 року — трактористка радгоспу «Шлях до комунізму» села Гаврилівка Друга Каланчацького району Херсонської області.
Потім — на пенсії в селі Гаврилівці Другій Каланчацького району Херсонської області.

## Нагороди
- ордени
- медалі